# Familia Martínez
Familia Martínez är en ort i Mexiko.   Den ligger i kommunen Mexicali och delstaten Baja California, i den nordvästra delen av landet, 2 200 km nordväst om huvudstaden Mexico City. Familia Martínez ligger 15 meter över havet och antalet invånare är 151.
Terrängen runt Familia Martínez är mycket platt. Runt Familia Martínez är det ganska tätbefolkat, med 58 invånare per kvadratkilometer. Närmaste större samhälle är Tecolots, 14,4 km öster om Familia Martínez. Trakten runt Familia Martínez består till största delen av jordbruksmark.